# The Cellar Door
The Cellar Door byl hudební klub, který existoval v letech 1965 až 1982 ve Washingtonu, D.C. Nacházel se na místě zaniklého klubu The Shadows v ulici 34th a M Street NW. V klubu vystupovala řada hudebníků, včetně Johna Calea, Jacksona Browna a Johna Abercrombieho. Koncertoval zde rovněž Neil Young, přičemž záznamy jeho koncertů byly vydány na albu Live at the Cellar Door. Koncertní album zde nahrál také například Miles Davis (Live-Evil). Klub zanikl v lednu 1982 poté, co se již přibližně půl roku mluvilo o jeho finančních problémech.